# Атлетика на Летњим олимпијским играма 1904 — скок увис без залета за мушкарце
Такмичење у дисциплини скок увис без залета за мушкарце, на Олимпијским играма 1904. у Сент Луису било је други пут на програму игра. Одржано је 31. августа на стадиону Франсис филд. За такмичење су се пријавило 5 такмичара из 2 земље.
Реј Јури је бранио титулу освојену у Паризу 1900., коју је успешно одбранио, победивши у свим дисциплинама скока без залета.

## Земље учеснице
- Мађарска (1)
- САД (4)

## Рекорди пре почетка такмичења
30. август 1904.
| Најбољи резултат на свету | ?     | ?             | ?                | ?             |
| Олимпијски рекорд         | 1,655 | Реј Јури, САД | Париз, Француска | 16. јул 1900. |

## Резултати
| Место | Атлетичар            | Висина |
| ----- | -------------------- | ------ |
|       | Реј Јури САД         | 1,60   |
|       | Џозеф Стадлер САД    | 1,44   |
|       | Лоусон Робертсон САД | 1,44   |
| 4     | Џон Билер САД        | 1,42   |
| 5     | Лајош Генци Мађарска | 1,35   |

## Биланс медаља
|   | Држава     | Злато | Сребро | Бронза | Укупно |
| - | ---------- | ----- | ------ | ------ | ------ |
| 1 | САД        | 1     | 1      | 1      | 3      |
|   | Укупно (1) | 1     | 1      | 1      | 3      |